# Červený trikot

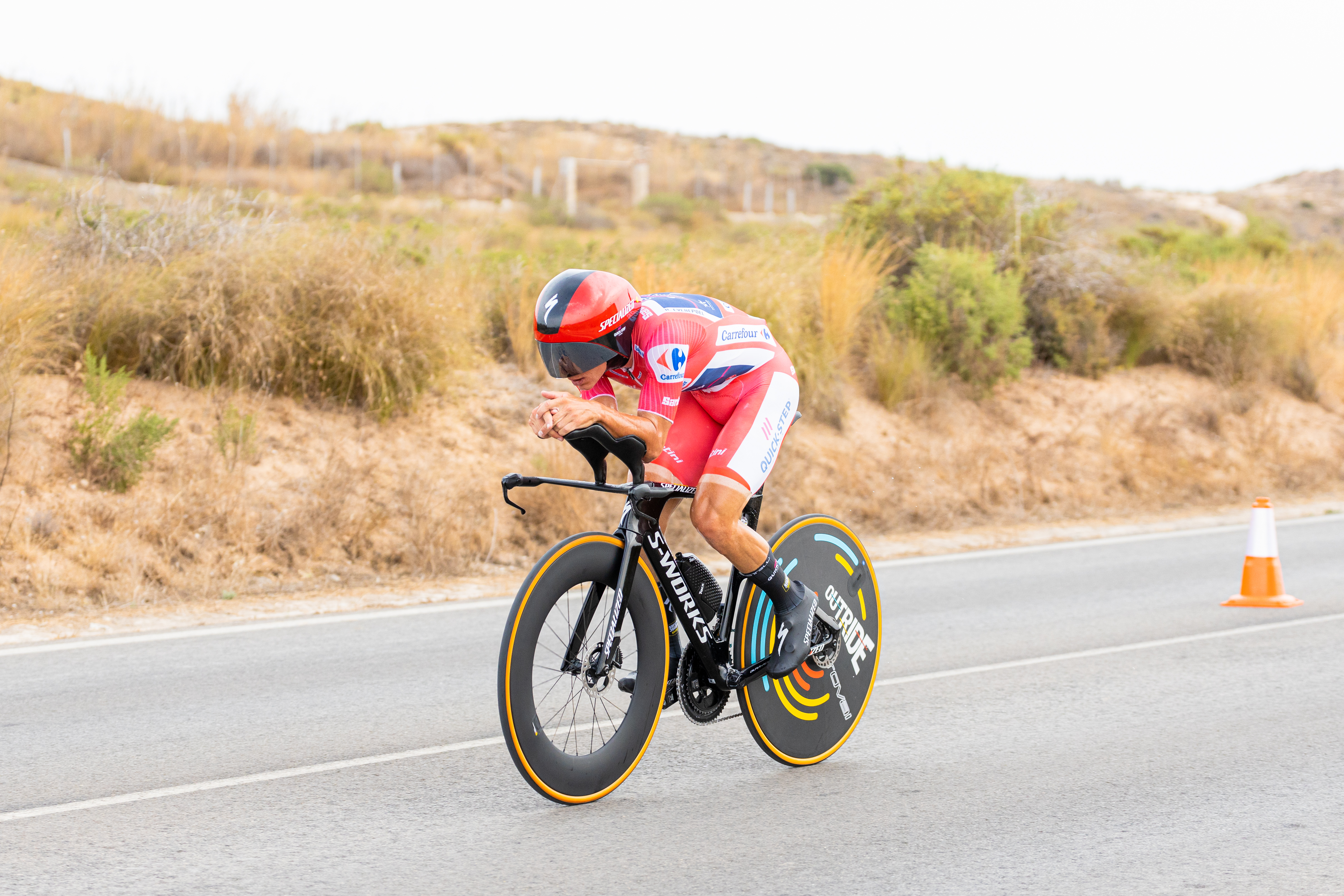
Belgický cyklista Remco Evenpoel v červeném trikotu vedoucího závodníka Vuelty a España

Červený trikot (červený dres) je označení pro sportovní dres v červené barvě, který má právo nosit vedoucí průběžné klasifikace některých sportovních soutěží.

## Cyklistika

### Vuelta a Espaňa
Červený trikot získá vítěz jedné z takzvaných Grand Tour Vuelty a España.
Historie barvy dresu lídra závodu Vuelta je pestrá. Poprvé se cyklisté představili na Vueltě až v roce 1935, což bylo 26 let po prvním ročníku Giro d’Italia a o 32 let později, než se konal první ročník Tour de France. 
V letech 1935 a 1936 nosil na Vueltě vedoucí jezdec celkového pořadí oranžový dres. V roce 1941 byl vyměněn za bílý dres, v roce 1942 ho opět vyměnili za oranžový dres. V letech 1945 až 1950 jezdci závodili opět o bílý dres. V roce 1955, kdy se konal desátý ročník, byl představen nový dres pro vedoucího závodníka celkové klasifikace, a to žlutý. Ten označoval vedoucího závodníka až do roku 1997. 
Další změna přišla v roce 1998, kdy byl zaveden zlatý dres.
Červený dres byl zaveden pro lídra Vuelty od roku 2010. Prvním držitelem červeného trikotu byl Mark Cavendish, který ho získal po vítězství v první etapě.

### Další cyklistické závody
Červený dres používají i další závody:
- Tour of Missouri (nejlepší vrchař)
- Volta a Catalunya (nejlepší vrchař)
- Tour de Romandie (nejlepší vrchař)
- Tour of the Basque Country (nejlepší vrchař)
- Tour of Ireland (nejlepší vrchař)
- Tour of California (nejlepší vrchař)
- Paříž–Nice (nejlepší vrchař)
- Giro d’Italia (vítěz bodovací soutěže)

## Biatlon
V biatlonu získá červený dres vítěz jednotlivé disciplíny, kromě dresu závodník obdrží také malý křištálový glóbus. Závodník, co je průběžně ve vedení celkové klasifikace i jednotlivé disciplíny, získá žlutočervený dres.

### Čeští vítězové červeného trikotu
- Gabriela Soukalová[5] (7x)
- Markéta Davidová[6]